# Folkestone
Folkestone er en havneby i Sydøstengland ved den Engelske Kanal i Kent. Byen ligger i en dal mellem to klippesider i North Downs. Det var en vigtig havn i 1800- og 1900-tallet. Byen har omkring 45.000 indbyggere.
Der har været bosættelser siden mesolitikum og har været beboet i Romersk Britannien. I 600-tallet grundlagde Eanswith, datter af Æthelbert af Kent, et nonnekloster. Eanswith mindes stadig i byen. Folkestone var en af Cinque Ports i 1200-tallet og udviklede sig til en havn, der blev udviklet i begyndelsen af 1800-tallet for at hindre en fransk invasion, og den blev udvidet med en jernbane i 1843. Havnens betydning er aftaget siden åbningen af Eurotunnelen da færgen til Frankrig ophørte.
Nord for byen ligger Folkestone Castle, der er en normannisk borg fra omkring år 1100.